# Johannische Kirche (Berlin-Grunewald)

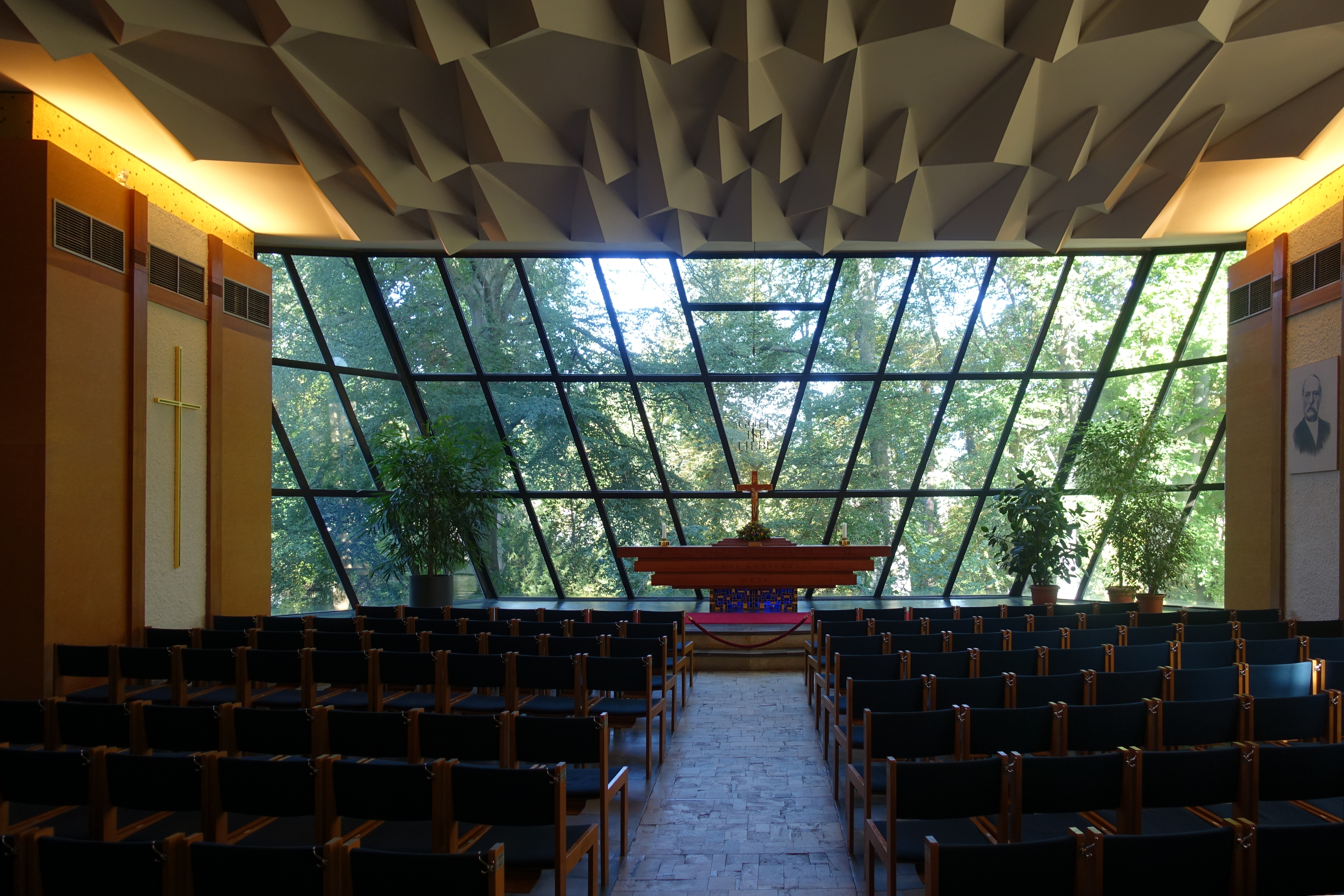
Kirchsaal der Johannischen Kirche

Die Johannische Kirche im Palais Mendelssohn ist eine Kirche in der Bismarckallee 23 im Berliner Ortsteil Grunewald des heutigen Bezirks Charlottenburg-Wilmersdorf und befindet sich unter Denkmalschutz.

## Geschichte
Die ehemalige Gemeinde Wilmersdorf der Johannischen Kirche wurde am 2. Januar 1927 gegründet. Man versammelte sich zunächst in der Aula des Viktoria-Luise-Schule in der Gasteiner Straße, später in einem Kino am Nikolsburger Platz.
Am 17. Januar 1935 verbot die Geheime Staatspolizei die Kirche, bei der Wilmersdorfer Gemeinde wurden das Gemeindebanner, Altargegenstände und Schriften beschlagnahmt.
In Wilmersdorf wurde nach dem Zweiten Weltkrieg am 3. Februar 1946 die „Hauptgemeinde Berlin“ wiedergegründet, die sich zunächst in der Aula der Hildegard-Wegscheider-Gymnasium in der Lassenstraße versammelte. Zum Mittelpunkt der Kirchenarbeit für die Bundesrepublik Deutschland und West-Berlin wurde seit 1957 das Grunewalder St.-Michaels-Heim in der Bismarckallee 23.
Das frühere Palais Mendelssohn wurde 1964–1967 als St.-Michaels-Heim zum Zentrum Johannischer Gemeinde-, Sozial- und Kulturarbeit um- und ausgebaut.

## Beschreibung
Im alten Ballsaal befindet sich jetzt im Souterrain der Gemeindesaal, im Erdgeschoss die Saalkirche und darüber der Vortragssaal. Zwei Stufen führen zum Altar. Als Altarwand dient ein großes Fenster mit Blick ins Grüne. Über dem Eingangsbereich befindet sich eine Empore mit einer kleinen Orgel. Der Kirchsaal wird mit einer Akustikdecke überspannt.